# Jean Templin
Jean Templin, geboren als Janusz Templin (* 14. Dezember 1928 in Baranowicz, Polen; † 1980) war ein polnisch-französischer Fußballspieler.

## Die Vereinskarriere
Der polnischstämmige Jean Templin kam zur Saison 1950/51 aus Villefranche-sur-Saône zu Stade de Reims, das in den beiden zurückliegenden Spielzeiten erstmals Landesmeister und Pokalsieger geworden war und für mehr als ein Jahrzehnt den französischen Profifußball dominieren sollte – und der Außenstürmer hatte daran wesentlichen Anteil.
Er war zwar ein Rechtsfuß, hat aber, wenn erforderlich, genauso gut (und relativ häufig) auf der linken Seite gespielt; seine Flanken von der Seitenlinie waren das „Futter“ für die torgefährlichen Innenstürmer – und davon besaß Reims in den Jahren bis 1956 mit Sinibaldi, Appel, Kopa, Glovacki und Bliard eine ganze Reihe. Aber auch Templin selbst erzielte in den sechs Reimser Jahren mehr als 30 Treffer in der Division 1, obwohl er v. a. in den ersten Jahren aus Verletzungsgründen immer nur höchstens 25 Punktspiele bestreiten konnte.
1953 und 1955 gewann Jean Templin zwei französische Meistertitel, nahm in deren Folge dreimal an europäischen Wettbewerben teil, wurde darin in sämtlichen Spielen der Rot-Weißen aus der Champagne eingesetzt und erwarb sich – da Reims auch jedes Mal das Endspiel erreichte – den Beinamen „Monsieur Finale“. Als Gewinner allerdings ging er nur bei der Coupe Latine von 1953 (3:0 gegen AC Mailand) vom Platz; 1955 (0:2) und 1956 bei der allerersten Ausspielung des Europapokals der Landesmeister behielt jeweils Real Madrid die Oberhand. Dabei hatte Templin 1956 in einem begeisternden Spiel im Pariser Prinzenpark seinen Klub in der 10. Minute mit 2:0 in Führung geschossen, der am Ende aber mit 3:4 unterlag.
Anschließend lieh Stade ihn an den RC Lens aus, wo er Vizemeister wurde. Nach nur einem Jahr wechselte Templin als „Teil des Kaufpreises“ für Roger Piantoni zum Absteiger FC Nancy, wo er die Nachfolge des Publikumslieblings antreten sollte. Diese Schuhe waren wohl eine Nummer zu groß, aber er blieb ausnahmsweise eine Saison lang von Verletzungen verschont und steuerte 10 Treffer zum sofortigen Wiederaufstieg der Lothringer bei. Auch wenn diese Elf gleich wieder in die Division 2 abstieg, gehörte Jean Templin dort zur Stammbesetzung und beendete seine Profikarriere 1960 mit dem erneuten Aufstieg des FC in die höchste Spielklasse.

### Stationen
- Villefranche (bis 1950)
- Stade de Reims (1950–1956)
- RC Lens (1956/57)
- FC Nancy (1957–1960, davon nur 1958/59 in D1)

## Palmarès
- Französischer Meister: 1953, 1955 (und Vizemeister 1954 und 1957)
- Gewinner der Coupe Charles Drago: 1954
- Europapokal der Landesmeister: alle Spiele 1955/56 (5 Spiele, 2 Tore)
- Gewinner der Coupe Latine 1953 (und Finalist 1955)
- 202 Spiele/40 Tore in der Division 1  (155/32 für Reims, 22/6 für Lens, 25/2 für Nancy)